# Johann Mandl

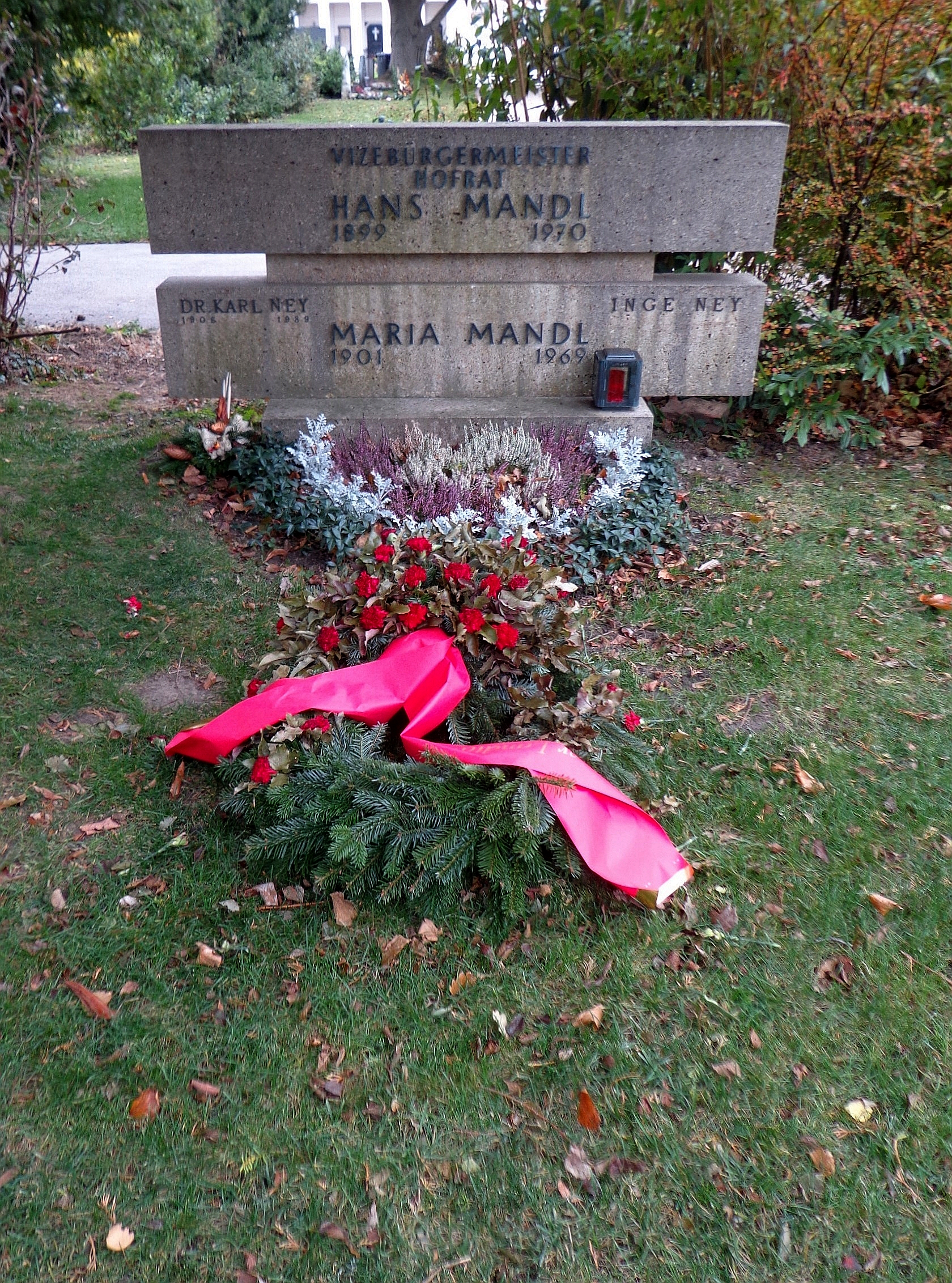
Wiener Zentralfriedhof – Ehrengrab von Hans Mandl

Johann Mandl (* 28. September 1899 in Szeged; † 23. Oktober 1970 in Wien), meist als Hans Mandl bekannt, war österreichischer Politiker (SPÖ) und Amtsführender Stadtrat in Wien.

## Leben
Mandl absolvierte eine Ausbildung an einer Lehrerbildungsanstalt und war ab 1919 als Volksschullehrer beschäftigt. Er engagierte sich bei den Kinderfreunden und wirkte ab 1926 als Leiter des städtischen Jugendheimes Sandleiten in Ottakring (16. Bezirk), des größten Jugendheims der Stadt Wien. Von 1929 an war er zudem Lehrer am Pädagogischen Institut.
Nach dem Verbot der Sozialdemokratischen Arbeiterpartei, 1934, wurde Mandl zum Volksschullehrer heruntergestuft. 1936 legte er die Lehramtsprüfung als Hauptschullehrer ab. 1942 nach illegalem Engagement von der Gestapo verhaftet, wurde er 1943 er nach Łódź, im besetzten Polen, versetzt, konnte jedoch nach einer schweren Verletzung, die er bei einem Luftangriff erlitten hatte, noch vor dem Ende des Krieges nach Wien zurückkehren.
Nach der Befreiung Wiens im April 1945 wurde Mandl zum Bezirksschulinspektor für Ottakring ernannt und war von 1946 an auch als Bundesobmann der Kinderfreunde aktiv. 1949 wurde er vom Stadtschulrat für Wien zum Landesschulinspektor für die Berufsschulen befördert.
Am 5. Dezember 1949 wurde Mandl unter Bürgermeister Theodor Körner in der Nachfolge von Viktor Matejka, der das Amt seit 1945 innegehabt hatte, als Amtsführender Stadtrat für Kultur und Volksbildung angelobt. Zu seiner Geschäftsgruppe gehörten das Kulturamt der Stadt Wien (Magistratsabteilung 7), die Wiener Stadtbibliothek (Magistratsabteilung 9), die Museen der Stadt Wien (Magistratsabteilung 10) und das Archiv der Stadt Wien (damals Magistratsabteilung 67, heute 8). Im Verein Wiener Festwochen hatte er als Präsident zu fungieren; die Wiener Symphoniker standen ebenfalls unter seiner Patronanz. 1954 wurden ihm unter dem seit 1951 amtierenden Bürgermeister Franz Jonas zusätzlich die Agenden der städtischen Schulverwaltung (Magistratsabteilung 56) übertragen.
Mandl wurde weiters im Dezember 1959 zum Vizebürgermeister gewählt und blieb dies bis zum 11. Dezember 1964. Vom 19. Dezember 1964 an war Mandl neben seinem Amt als Amtsführender Stadtrat auch Landeshauptmann-Stellvertreter. Am 9. Juni 1965 trat Franz Jonas sein neues Amt als Bundespräsident an; sein Nachfolger als Bürgermeister wurde Bruno Marek. Mandl, mittlerweile im Pensionsalter, legte seine Funktionen als Mitglied von Wiener Stadtsenat und Wiener Landesregierung am 20. Dezember 1965 zurück. Als Landeshauptmann-Stellvertreter folgte ihm Felix Slavik, als Kulturstadträtin Gertrude Sandner nach.
In die Amtszeit von Mandl fiel unter anderem der Neubeginn der Wiener Festwochen, der Bau des Historischen Museums der Stadt Wien auf dem Karlsplatz und der Bau der Wiener Stadthalle, die Rettung des Theaters an der Wien, eine Reform des Volksbildungswesens, die Instandsetzung der Wiener Schulen sowie die Errichtung von Häusern der Begegnung. 1964 veröffentlichte er das Buch Die Kinderfreunde in unserer Zeit.
Mandl war ab 1924 verheiratet, Vater einer Tochter (* 1928) und lebte in Wien-Penzing, dem 14. Bezirk. Als Politiker wurde er nach 1945 medial ausschließlich Hans Mandl genannt.

## Ehrungen
- 1965: Ehrensenator der Universität Wien
- 1965: Bene Merito der Akademie der Wissenschaften[2]
- 1976: Die „Dritte Zentralberufsschule der Stadt Wien“ in der Längenfeldgasse 13–15 in Wien-Meidling (12. Bezirk) wurde 1976 Hans-Mandl-Berufsschule benannt (Gedenktafel).